# Friedrich von Hellwald
Friedrich Anton Heller von Hellwald, född 29 mars 1842 i Padua, död 1 november 1892 i Cannstatt, var en österrikisk kulturhistoriker och geografisk författare.
Hellwald ingick i österrikiska armén, men övergick 1864 till det civila för att bättre kunna ägna sig åt sitt stora intresse, geografin och angränsande ämnen. År 1866, när krig bröt ut mot Preussen, inkallades han åter och ingick sedermera i redaktionen för Österreichische militäre Zeitschrift samt redigerade 1872-1881 tidskriften Das Ausland.